# Johann Jakob Menweeg
Johann Jakob Menweeg (* 1636; † 11. November 1694 in Weißenburg, Elsass) war königlich französischer Präfekt in Hagenau und Weißenburg sowie Stifter der katholischen Pfarrei Schweigen (Pfalz).

## Herkunft und Familie

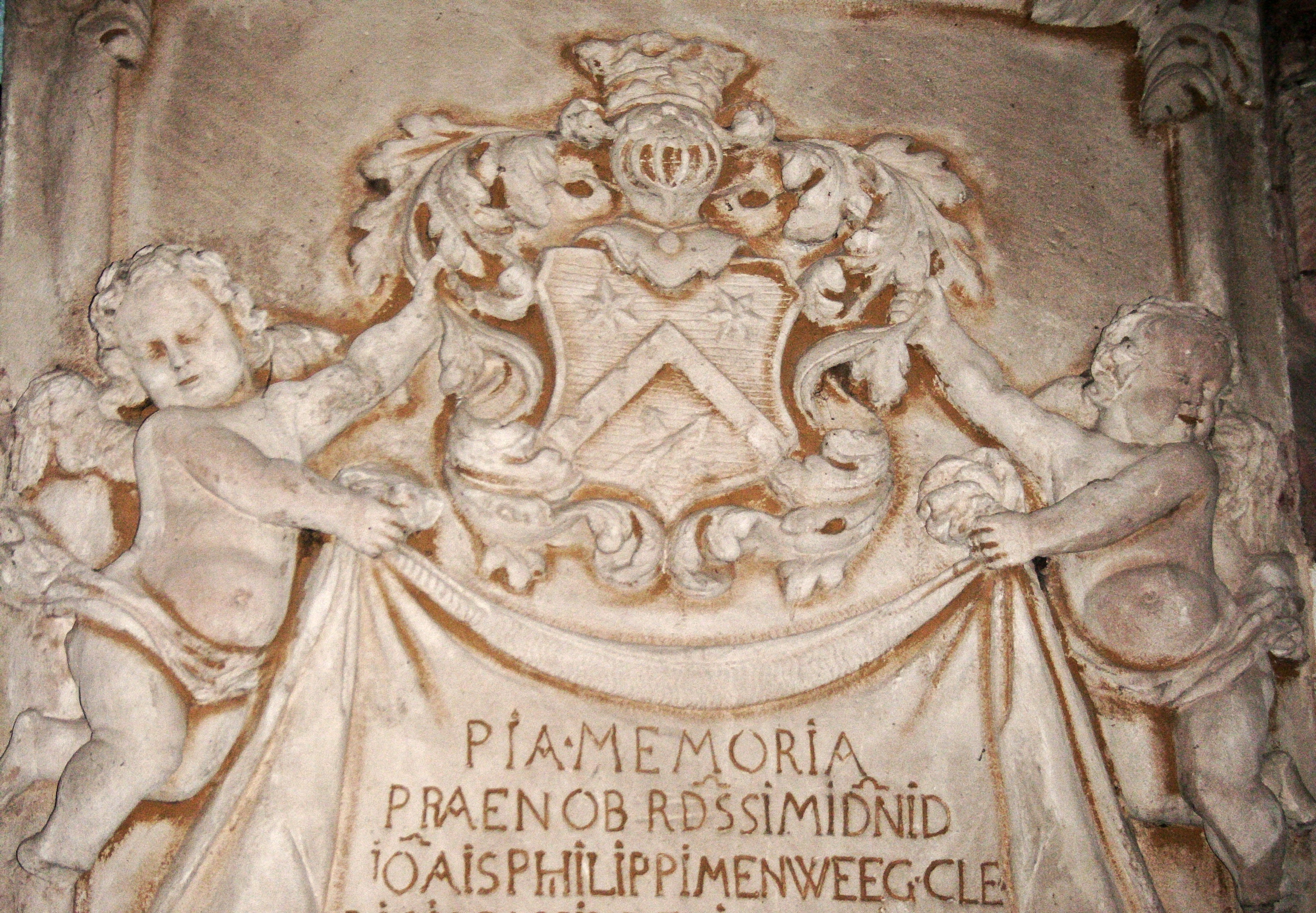
Familienwappen vom Epitaph des Bruders in der Stiftskirche Landau

Die Familie Menweeg stammte aus Pfirt (Ferrette) im Oberelsass, bis 1648 Hauptort der österreichischen Grafschaft Pfirt, die in jenem Jahr an Frankreich fiel.
Sein Bruder Johann Philipp Menweeg († 1702) war 
Stiftsdekan in Landau und Kommissar des Speyerer Bischofs für Weißenburg und die Südpfalz.
Das Geschlecht gehörte dem französischen Adel an und erscheint auch öfter als „de Menweeg“. Das Familienwappen ist u. a. auf dem Grabstein des Landauer Stiftsdekans Johann Philipp Menweeg überliefert und wird wie folgt beschrieben: „Unter einer Adelskrone, eingerahmt von Palmzweigen, in blau und gold quer geteilt, oben mit zwei silbernen Sternen, unten mit einem blauen Sparren und zwei silbernen gekreuzten Pfeilen belegt.“

## Leben und Wirken

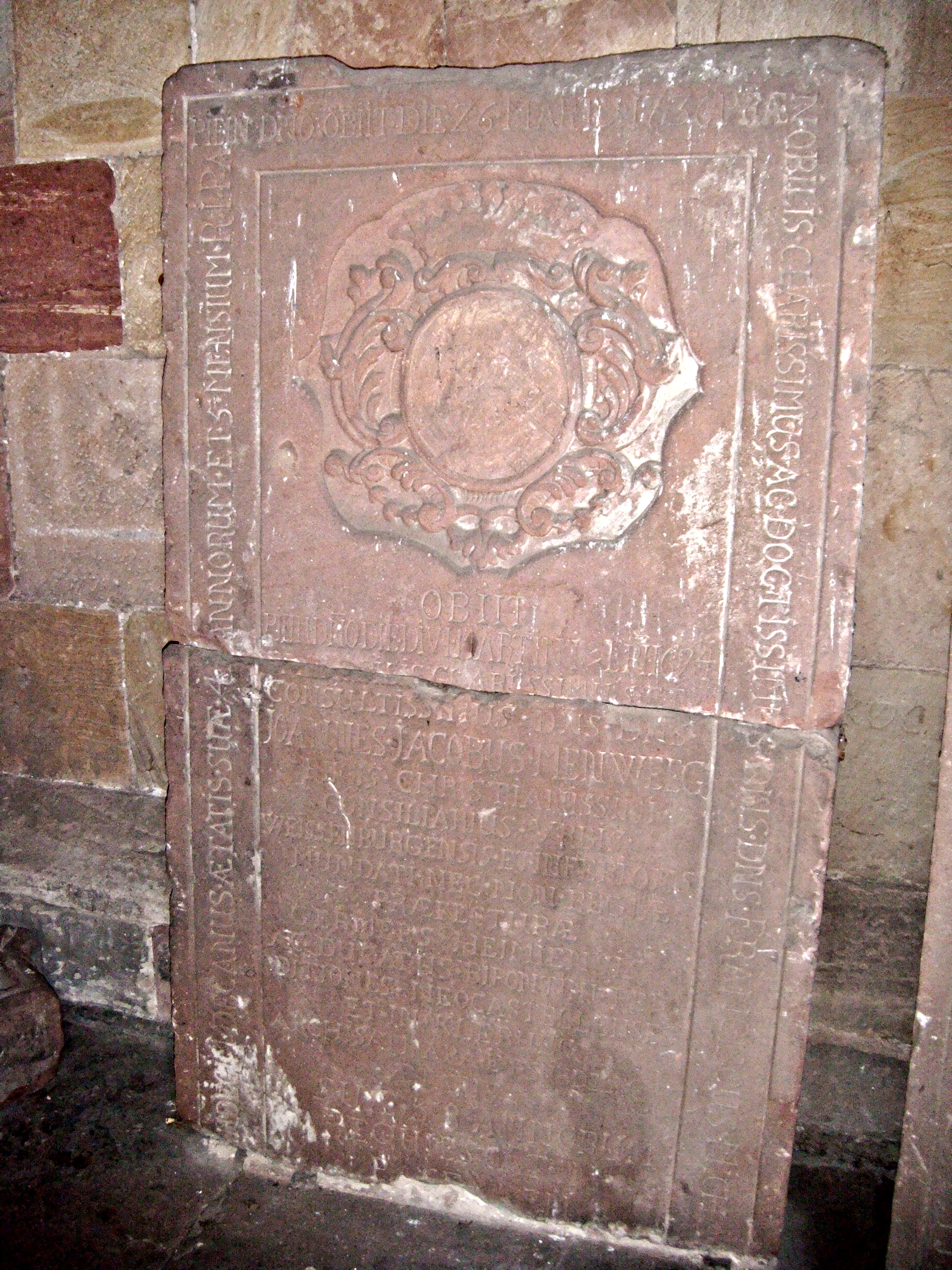
Grabplatte im Kreuzgang der Abteikirche Wissembourg

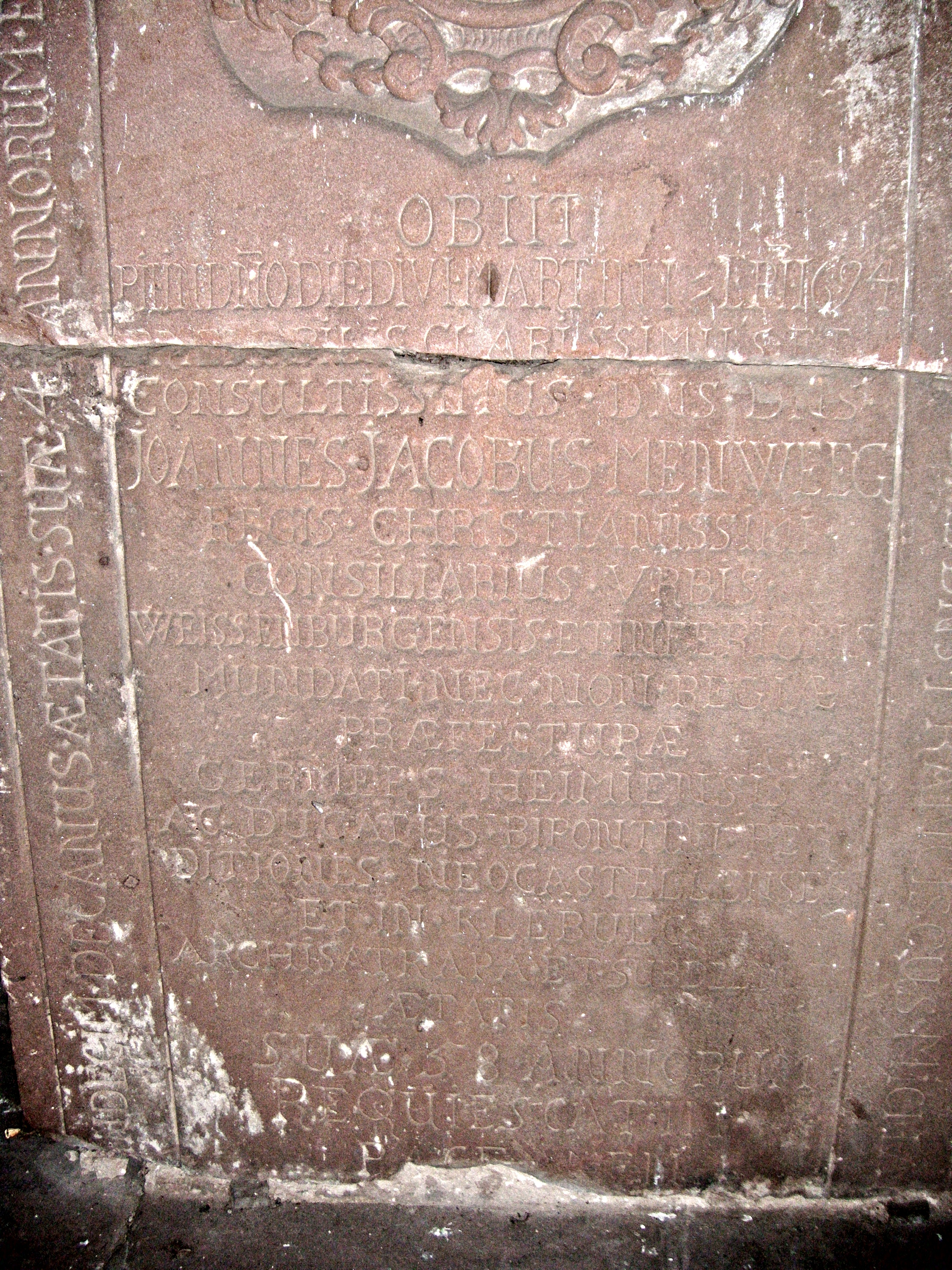
Grabinschrift

Johann Jakob Menweeg trat in den Dienst des französischen Königs und wurde im Rahmen von dessen Reunionspolitik Präfekt von Hagenau und Weißenburg im unteren Elsass. Laut Grabinschrift war er auch Geheimrat von König Ludwig XIV. und dessen Oberamtmann in Germersheim, seit dieses kurpfälzische Oberamt 1682 an Frankreich gefallen war. Überdies belegt der Text des Grabsteins, dass Menweeg zudem als Statthalter des zum katholischen Glauben konvertierten Herzogs Gustav Samuel Leopold von Pfalz-Zweibrücken-Kleeburg fungierte (wohl in dessen elsässischen, der Oberhoheit Frankreichs unterworfenen Besitztümern).
Im Frühjahr 1689, kurz vor dem Brand von Speyer im Pfälzischen Erbfolgekrieg, entsandte man Johann Jakob Menweeg dorthin, um die Archivalien des Bistums, der Stadt und des Reichskammergerichts für Frankreich sicherzustellen.
Mit der französischen Reunionspolitik war auch eine Rekatholisierung des Gebiets verbunden. Johann Jakob Menweeg, einer dezidiert katholischen Familie entstammend, stiftete ca. 1685 aus seinem Privatvermögen 20.000 Gulden, um damit die in der Reformationszeit untergegangene katholische Pfarrei Schweigen wiederzuerrichten.
Menweeg war verheiratet mit Marie Barbara geb. Scherb aus Colmar, mit der er sechs Kinder hatte. Ihr Sohn Franz Xaver Michael wurde katholischer Priester. Die Tochter Maria Magdalena heiratete den Freiherrn Franz Heinrich von Neubeck (1658–1727), bischöflich Speyerer Amtmann in Kirrweiler, dessen beschädigter Grabstein sich im Kreuzgang der Abteikirche Weißenburg erhalten hat.
Johann Jakob Menweeg starb am Martinstag 1694 in Weißenburg und wurde in der Abteikirche bestattet. Sein beschädigter Grabstein steht ebenfalls im dortigen Kreuzgang, das Wappen ist zerschlagen. Es handelt sich um die Zweitverwendung einer älteren Grabplatte.